# Tabu der Gerechten
Tabu der Gerechten (Originaltitel: Gentleman’s Agreement) ist ein in Schwarzweiß gedrehtes US-amerikanisches Filmdrama von Elia Kazan aus dem Jahre 1947. Die Hauptrollen spielen  Gregory Peck, Dorothy McGuire und John Garfield. Der Film basiert auf dem Roman-Bestseller Gentleman’s Agreement von Laura Z. Hobson über den alltäglichen Antisemitismus in der amerikanischen Gesellschaft und wurde zu seiner Zeit sehr kontrovers aufgenommen.

## Handlung
Phil Green kommt als erfolgreicher Journalist von der Westküste nach New York City, um dort für ein großes Magazin zu arbeiten. Sein Chef gibt ihm den Auftrag, eine Serie über Antisemitismus zu schreiben. Der Witwer Green, der gemeinsam mit seinem kleinen Sohn Tommy und seiner Mutter lebt, verliebt sich in Kathy Lacey, die Nichte seines Chefs. Sie ist geschieden, gibt aber bald seinem Werben nach und möchte mit ihm ihr Haus beziehen, das in Darien, Connecticut, liegt. 
Green hat Probleme, sich der neuen Aufgabe anzunehmen, und kommt schließlich auf die Idee, sich selbst als Jude auszugeben und über seine Erfahrungen zu berichten. Zu diesem Zweck benennt er sich in Greenberg um. An seinem neuen Arbeitsplatz wird ihm eine Sekretärin zugewiesen, die ihm erklärt, dass sie jüdisch ist, ihren jüdisch klingenden Namen jedoch geändert hat, um die Stelle zu erhalten. Nachdem Phil seinen Chef über dieses Geständnis informiert hat, ändert dieser die Anstellungsrichtlinien zugunsten jüdischer Bewerber. Es kommt zu Spannungen und zum Bruch zwischen Phil und Kathy, deren oberflächliche Toleranz offenbar wird. 
Dave Goldman, ein alter Freund Phils, kommt zu Besuch; er war Offizier bei der US-Army, ihm wurde jetzt aber ein Job in New York angeboten. Diesen kann er freilich nur annehmen, wenn er eine Wohnung findet. Kathy begreift, dass sie Phil nur zurückgewinnen kann, wenn sie ihre tolerante Haltung durch Handeln beweist. Sie stellt Dave Goldman ihr Haus in Darien zur Verfügung und verspricht ihm, ihn dort vor allen Anfeindungen zu beschützen. Daraufhin kehrt Phil zu Kathy zurück.

## Bewertung
Gentleman’s Agreement war einer der ersten Hollywood-Filme, die sich mit dem Thema Antisemitismus beschäftigten. Kazan mochte den Film nicht sonderlich. Er sei zu höflich und zeige nicht, wie schlimm Antisemitismus sei. Indem der Film aber den latenten Antisemitismus scheinbar Liberaler und nach außen Toleranter fokussiert und diese letztlich der Feigheit überführt, analysiert er diesen sehr viel feiner, als die Darstellung von brutalem und direktem Rassismus es vermocht hätte. Aus deutscher Sicht erscheint es merkwürdig, einen Film über Antisemitismus in den USA aus dem Jahr 1947 zu sehen, in dem der Holocaust – der damals freilich diese Bezeichnung noch nicht hatte – mit keinem Wort oder Bild erwähnt wird. Die Parallelen zu einem auch in Deutschland vorhandenen Antisemitismus, der sich selbst für liberal und tolerant hält, sind frappierend.

## Kritiken
- „Elia Kazan prangert engagiert gesellschaftliche Mißstände an, wobei sein Film durch das optimistische (und aufgesetzt wirkende) Ende zwar an Schärfe einbüßt, ohne dabei aber entscheidend an Seriosität und Bedeutung zu verlieren.“ – Lexikon des internationalen Films (CD-ROM-Ausgabe), Systhema, München 1997

- „Ein bereits 1947 gedrehter Film von Elia Kazan, trotz mancher Oberflächlichkeiten, eines zu optimistischen Schlusses und filmischer Schwächen des Themas wegen sehens- und vor allem bedenkenswert.“ – Evangelischer Filmbeobachter, Kritik Nr. 211/1964

## Auszeichnungen
- Oscarverleihung 1948: Bester Film, beste Regie, beste Nebendarstellerin – Celeste Holm, fünf weitere Nominierungen (Hauptdarsteller – Gregory Peck, Hauptdarstellerin – Dorothy McGuire, Nebendarstellerin – Anne Revere, Drehbuch, Schnitt)
- Golden Globe Awards 1948: Bester Film – Drama, beste Regie, beste Nebendarstellerin – Celeste Holm, Spezialpreis – Dean Stockwell (bester jugendlicher Darsteller)
- National Board of Review Awards 1947: Beste Regie, Platzierung unter den zehn besten Filmen des Jahres
- New York Film Critics Circle Awards 1947: Bester Film, beste Regie
- 2017: Aufnahme in das National Film Registry

## DVD-Veröffentlichung
- Tabu der Gerechten. Twentieth Century Fox Home Entertainment 2007